# Ясашная Ташла
Яса́шная Ташла́ — село в Тереньгульском районе Ульяновской области. Административный центр Ясашноташлинского сельского поселения.

## Название
Народная татарская этимология названия села Ташлы которая якобы переводится с татарского языка как «каменный, каменистый», является фолк-историческим и не имеет ничего общего с научными исследованиями, так как местность не имеет никаких каменистостей и камней, как в реке так и в грунте, по этому название к татарскому языку притянуто по схожести слов. Поселение имеет название от реки Ташла - в Поволжье много подобных названий рек, одно из них с чувашского языка переводится как "бурлящая, танцующая, бить ключом, шуметь, журчать". чув. Ташла шыв - Вода бьющая ключом. Название "Солдатская" по причине того что в эти окрестности были отправлены служилые крестьяне для обработки земель и параллельно обороны границ Симбирской черты. 
«Ясашная» — жители — ясачные люди. Организовали поселение Ясашную Ташлу
«Солдатская» — жители — служилые люди. Организовали поселение Солдатскую Ташлу

## География
Расположено на берегу речки Ташелки (приток Свияги).

## История
Это селение основано в начале XVIII столетия и первое время причислено было к селениям Арбугинской волости, хотя находилось совершенно в стороне от них: оно расположено в верховьях речки Ташелки (Ташлы), на большой почтовой дороге из Симбирска (Ульяновск) в Сызрань. Первоначальные жители этого селения были «ясашные из мордвы крестьяне», что видно из документов XVIII столетия. Татищев, в «Истории Российской» говорит, что близ села Ташлы, в горах, сохранились развалины древнего города Ташлы, о котором упоминается в летописи 441 года; однако ни XVIII, ни в XIX в. местным старожилам ничего не было известно о каких-либо развалинах в горах, близ сёл Ясашной или Солдатской Ташлы. В 1971 году отряд Татарской археологической экспедиции под руководством Р. Г. Фахрутдинова провел тщательный опрос населения в Ясашной и Солдатской Ташлах, но никто из информантов не помнил «о наличии каких-либо городищ, валов и древних жилищ».  
Владельцем села в XVIII веке был Михаил Егорович Карамзин (1724—1783) — отец  Николая Михайловича Карамзина, но когда он стал его владельцем не известно.  
В 1780 году село Ясашная Ташла вошла в состав Сенгилеевского уезда Симбирского наместничества, в котором жило (ревизских душ): ясашных крестьян — 199, дворцовых крестьян — 147, экономических крестьян — 235, помещиковых крестьян — 40, не знающих своих помещиков крестьян — 57. 
В 1783 году, после смерти Михаила Егоровича Карамзина (отец  Николая Михайловича Карамзина), село перешло во владения его сына Александра Михайловича Карамзина. 
С 1796 года — в Симбирском уезде Симбирской губернии. 
В 1802 году производилось уравнительное распределение земель между селениями Арбугинской волости. Тогда в с. Ясашной Ташле насчитывалось 703 души, по 5-й ревизии, и им было нарезано 9854 дес. 1246 саж. земли. Тогда же при этом селе числился единственный помещик — гвардии прапорщик Александр Михайлович Карамзин (брат историка Николая Михайловича Карамзина). 
В 1859 году село Ясачная Ташла во 2-м стане, по почтовому тракту из г. Симбирска в г. Саратов, имелось: православная церковь, почтовая станция, базар, кирпичный завод. 
При освобождении крестьян (1861), на местное крестьянское общество, по числу 975 ревизских душ, было отчислено в надел, на 389 дворов, 444 дес. 25 саж. земли (152 дес. 900 саж. усадебной, 3371 дес. 1325 саж. пашни, 20 дес. 2000 саж. выгону, 566 дес. 1400 саж. лугов на островах р. Волги и 334 десят. 1600 саж. неудобной).
В 1903 году, в селении было 470 дворов, с населением в 3457, (1177 муж. и 1280 жен.). Общество прикупило у удела 171 дес. 1200 саж. земли, и всё-таки, ввиду крайней недостаточности земли и плохого её качества, почти каждый домохозяин арендовал землю у соседних помещиков. Кроме хлебопашества, крестьяне села Ясашной Ташлы занимались выделкой меловых камней в местных горах, принадлежащих удельному ведомству. Ташлинские каменоломни издавна славились выделкой хороших жерновов. Т. Г. Масленицкий ещё в 1783 году писал, что Ясашная Ташла «лежит при довольно высоких каменных хребтах, из которых выкалывая звенья, делают жернова и точилы». Земский статистик 1870-х гг. отмечал твердость ташлинского камня, заметив, что «для ржи, впрочем, он не годится, потому что слишком тверд, но для выделки пшеницы он представляет все необходимые в этом случае достоинства»
Земская школа существовала с 1861 года.
В 1903 году наиболее крупными землевладельцами были трое местных крестьян: Иван Петров Логачёв, Андрей и Павел Семеновы Трехженовы — они имели в общем владении 126 десятин земли, купленных в 1885 году у крестьянина Кузьмы Алексеева Топоркова, приобретшего эту землю в 1875 году от ротмистра Александра Александровича Карамзина, который получил её в 1850 году по наследству от отца.
При обилии леса в окрестностях селениях, многие домохозяева занимались изготовлением телег, колес и саней. Базар в Ясашной Ташле был еженедельно по вторникам, исключая период летнего времени (с 24 июня по 23 сентября); в середине XVIII в. его устраивали по понедельникам.
В Советское время действовал совхоз «Ясашноташлинский», в который входили как отделения: Риновка, Риновский, Конный Обоз.

## Население
| 1802 | 1903  | 2006  | 2010  |
| ---- | ----- | ----- | ----- |
| 703  | ↗3457 | ↘2453 | ↘2240 |

## Инфраструктура
- В пределах села расположен детский оздоровительный лагерь «Березка».

- На территории села находится уникальное Ташлинское месторождение кварцевого песка, с содержанием кварца до 99,5 %, которое не имеет себе равных в России. Кварцевые пески этого месторождения используются для изготовления высококачественного стекла, кинескопов, телевизоров, оптических линз, хрусталя.

- В ноябре 2008 г. началось плановое строительство крупного промышленного комплекса «Тереньга» по производству листового стекла — это один из крупнейших инвестиционных проектов на территории региона. Инвестор планирует строительство складского комплекса с железнодорожными подъездными путями, карьера по добыче кварцевого песка, цеха обогащения песка, инженерных сетей и уникальной для России опытно-промышленной линии по выпуску листового теплосберегающего стекла для стеклопакетов. Современное предприятие производительностью 600 т в сутки (240 тыс. тонн в год) заработает уже в 2010 г. Численность работников комплекса составит 1020 человек. Особенность проекта, автором которого выступило ЗАО «Промтехинвест», в том, что добыча кварцевого песка, его обогащение и производство флоат-стекла будут вестись на одной территории, в непосредственной близости друг от друга. На сегодняшний день на выбранных площадках в Ясашной Ташле проводятся геологоразведочные и изыскательские работы, подписано соглашение о социально-экономическом сотрудничестве между ЗАО «Промтехинвест» и администрацией Тереньгульского района.[11]

## Русская православная церковь
- Церковь в с. Ясашной Ташле каменная, во имя св. Сергия Радонежского, построена на средства местных крестьян в 1810 году[12]; ранее того была здесь деревянная церковь, но сгорела. Также в конце XIX века старую церковь во имя Архистратига Божьего Михаила отдали в село Тумкино[13].

- В одной версте от села, ниже по течению р. Ташлы, на правом берегу её, стоит довольно обширная деревянная часовня, на том месте, где, по преданию, явилась икона Владимирской Божьей Матери. В часовне хранится и самая икона, она почитается у местных жителей чудотворной. Никаких сведении о времени явления этой иконы не сохранилось: старожилы рассказывали, что в старинных церковных книгах были записаны случаи проявления чудотворной силы этой иконы, но в большой пожар, бывший в селе в 1810 году, сгорели как и сама церковь, так и все церковные документы. В день празднования иконы, 23 июня, ежегодно бывала в селе однодневная ярмарка, при многочисленном стечении богомольцев из окрестных селений.

## Памятники природы
- Родник во имя Владимирской Божией Матери[14][15]
- Ясашно-Ташлинский бор[16][17]

## Известные уроженцы
- Смолин, Григорий Борисович (1905—1963) — советский военный деятель, гвардии полковник.
- Миронов, Василий Григорьевич (1919—2001) — командир пулеметной роты 1-го батальона 240-го стрелкового полка 117-й стрелковой дивизии, капитан, Герой Советского Союза.